# Bombardamento di Roma
Il primo bombardamento di Roma avvenne il 19 luglio 1943, durante la seconda guerra mondiale, ad opera di bombardieri statunitensi delle forze aeree alleate del Mediterraneo, guidati dal generale James Doolittle.

## Storia
L'attacco, sferrato la mattina da quasi trecento bombardieri pesanti quadrimotori Boeing B-17 Flying Fortress e Consolidated B-24 Liberator e nel pomeriggio da altri duecento bombardieri medi, incontrò solo una debole resistenza; la città di Roma subì pesanti danni materiali e le perdite umane furono numerose. Il bombardamento di Roma fece grande scalpore ed ebbe importanti conseguenze militari e soprattutto politiche, favorendo l'ulteriore indebolimento del regime fascista e accelerando verosimilmente la caduta di Benito Mussolini che aveva appreso dell'attacco mentre si trovava a Feltre per l'incontro con Adolf Hitler.

## Il bombardamento

Pio XII distribuisce aiuti in denaro dopo i bombardamenti; a destra, il sostituto segretario di Stato Giovanni Battista Montini (il futuro papa Paolo VI).

Dopo un triennio di ipotesi intorno all'inserimento della capitale italiana nel novero degli obiettivi aerei alleati, San Lorenzo fu il quartiere più colpito dal primo bombardamento degli Alleati mai effettuato su Roma, insieme al Tiburtino, al Prenestino, al Casilino, al Labicano, al Tuscolano e al Nomentano. Le 4.000 bombe (circa 1.060 tonnellate) sganciate sulla città provocarono circa 3.000 morti e 11.000 feriti, di cui 1.500 morti e 4.000 feriti nel solo quartiere di San Lorenzo.
Al termine del bombardamento papa Pio XII si recò a visitare le zone colpite, benedicendo le vittime sul Piazzale del Verano. Benché tra i soccorritori morti (morirono ventiquattro vigili del fuoco) vi fosse anche il comandante dei carabinieri generale Azolino Hazon, fedelissimo monarchico che era accorso sul posto, la limousine di Vittorio Emanuele III fu fatta oggetto di sassate e di grida ostili che gli consigliarono un rapido dietro-front mentre un coro di donne gli gridava: "non vogliamo le vostre elemosine, vogliamo la pace, fate la pace”. Mussolini, nel suo Rapporto sul 25 luglio che scriverà l'anno dopo a Salò, ammise di aver aspettato il 25 luglio per una breve visita ai feriti.

## Seguiti bellici
Il 14 agosto 1943 il Governo Badoglio dichiarò Roma città aperta e il suo Ministro degli Esteri Raffaele Guariglia, con l'aiuto della Santa Sede e del canale diplomatico dei paesi neutrali Svizzera e Portogallo, comunicò ai governi di Londra e Washington la nota ufficiale che conteneva tale dichiarazione.
Il Comando Supremo italiano ordinò immediatamente alle batterie antiaeree della zona di Roma di non reagire in caso di passaggio degli aerei nemici sulla città, comandò poi lo spostamento di sede dei comandi italiani e tedeschi e delle rispettive truppe, si impegnò a trasferire le infrastrutture militari e le fabbriche di armi e munizioni, e a non utilizzare il nodo ferroviario romano per scopi militari, di smistamento, di carico o scarico, e di deposito.
Le direttive italiane vennero largamente ignorate dai tedeschi, che continuarono ad utilizzare la capitale italiana per scopi militari. Di conseguenza Roma venne bombardata dagli Alleati altre volte, fino ad arrivare ad un totale di 51 al 4 giugno 1944, giorno della sua liberazione.

## Citazioni
Al bombardamento del 19 luglio il cantautore romano Francesco De Gregori ha dedicato il brano musicale San Lorenzo, contenuto nell'LP Titanic («Cadevano le bombe come neve/ il 19 luglio a San Lorenzo»).
Alcuni superstiti del bombardamento compaiono nel film-documentario Roma sotto le bombe dell'autore romano Pino Nazio, proiettato nel 2003 a Piazzale Tiburtino in occasione del 60º anniversario della tragedia.
In precedenza, il documentario San Lorenzo, uomini e case del 1963 (con la regia di Lino Del Fra ed il testo di Felice Chilanti) era stato girato sotto forma di lettera visiva, indirizzata al Ministro dei lavori pubblici: vi si denunciava l'abbandono del quartiere di San Lorenzo da parte delle istituzioni, dopo i bombardamenti alleati di 20 anni prima.
Nel film Roma, Federico Fellini vi allude mostrando, all'alba di un giorno di luglio del 1943 segnato dalle esplosioni in lontananza, l'imbocco del tunnel che - sotto il tronco ferroviario ed alle spalle della chiesa di Santa Bibiana - collega il quartiere Esquilino al quartiere San Lorenzo.
L’episodio compare inoltre nel romanzo storico di Elsa Morante, la Storia, in cui Ida e il figlio ‘Useppe rimangono senza casa proprio a seguito del bombardamento che distrugge la loro casa nel quartiere di San Lorenzo.

## Bibliografia

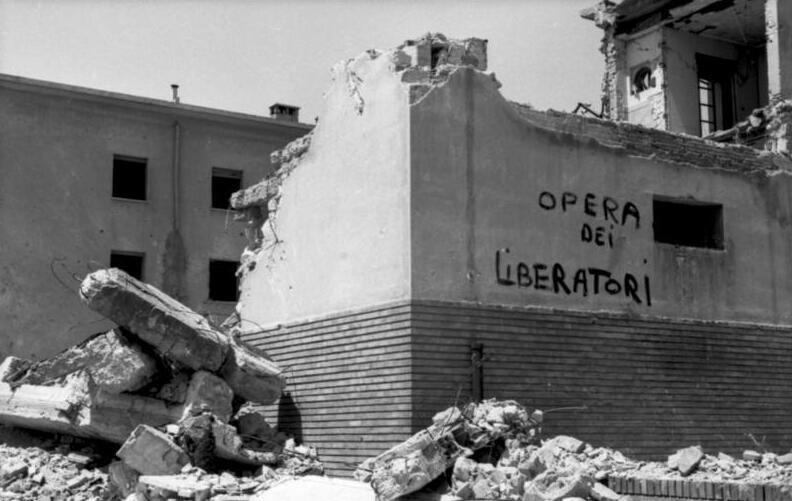
Iscrizione di propaganda di guerra su una casa di Roma distrutta dai bombardamenti Alleati